# 발칸두더지
발칸두더지(Talpa stankovici)는 두더지과에 속하는 포유류의 일종이다. 알바니아와 불가리아, 그리스, 세르비아, 마케도니아에서 발견된다.